# Distretto di Querobamba
Il distretto di Querobamba è uno degli undici distretti della provincia di Sucre, in Perù. Si trova nella regione di Ayacucho e si estende su una superficie di 275,65 chilometri quadrati.

Ha per capitale la città di Querobamba e nel censimento del 2005 contava 2.737 abitanti.